# Mistrzostwa Ameryki i Pacyfiku w Saneczkarstwie 2022
11. Mistrzostwa Ameryki i Pacyfiku w saneczkarstwie 2022 odbyły się w ramach zawodów Pucharu Świata w dniach 4-5 grudnia 2021 w rosyjskim Soczi. Zawodnicy rywalizowali w trzech konkurencjach: jedynkach kobiet, jedynkach mężczyzn oraz dwójkach mężczyzn.
10. edycja mistrzostw miała się odbyć rok wcześniej na torze w Lake Placid, lecz ze względu na pandemię COVID-19 zawody odwołano.

## Terminarz i medaliści
| Data           | Konkurencja      | Złoto                                | Srebro                                            | Brąz                                          |
| -------------- | ---------------- | ------------------------------------ | ------------------------------------------------- | --------------------------------------------- |
| 5 grudnia 2021 | Jedynki kobiet   | Summer Britcher                      | Ashley Farquharson                                | Trinity Ellis                                 |
| 4 grudnia 2021 | Jedynki mężczyzn | Jonathan Gustafson                   | Tucker West                                       | Chris Mazdzer                                 |
| 4 grudnia 2021 | Dwójki mężczyzn  | Kanada Tristan Walker · Justin Snith | Stany Zjednoczone Chris Mazdzer · Jayson Terdiman | Kanada Devin Wardrope · Cole Anthony Zajanski |

## Klasyfikacja medalowa
| Miejsce | Państwo           | złoto | srebro | brąz | Razem |
| ------- | ----------------- | ----- | ------ | ---- | ----- |
| 1.      | Stany Zjednoczone | 2     | 3      | 1    | 6     |
| 2.      | Kanada            | 1     | 0      | 2    | 3     |